# 이지강
이지강(1999년 7월 2일 ~ )은 KBO 리그 LG 트윈스의 투수이다.

## LG 트윈스시절
2019년에 입단하였다. 2022년 5월 10일 한화 이글스와의 경기에 구원 등판하며 데뷔 첫 경기를 가졌고, 경기에서 1이닝 무실점을 기록했다.
2023년 9월 19일 KIA 타이거즈와의 경기에 선발 등판해 5이닝 무실점으로 데뷔 첫 승을 기록했다. 10월 1일 잠실 두산전에서 선발 등판패 6이닝 3실점으로 2승째를 기록하였다.
2024년 4월 3일 잠실 NC전에서 구원 등판해 2이닝 무실점으로 2024 시즌 첫승을 기록하였다.

## 출신 학교
- 수원선일초등학교
- 수원북중학교
- 소래고등학교